# 프로토타입 (비디오 게임)
프로토타입(영어: Prototype)은 래디컬 엔터테이먼트가 제작하고 액티비전 퍼블리싱(Activision Blizzard)이 배급한 게임이다. 2009년 6월에 발매되었다.
프로토타입은 맨해튼에 세워진 '젠텍' 사의 수석 연구원인 알렉스 머서(Alex Mercer)라는 주인공이 블랙 라이트 바이러스에 걸려 엘리자베스 그린(바이러스), 군인들과 싸워 데이나 머서(머서의 동생)등을 구하는 게임이다. 사람을 무시무시한 괴물로 변모시키는 블랙라이트 바이러스의 확산을 막고,
마지막에는 엘리자베스의 아들 슈프림 헌터(스토리에 등장하는 파리아는 아니다)를 죽이고 터질려는 핵을 바다에 빠트려 뉴욕을 구하는 게임이다. 게임의 스토리 라인과 병행하여 플레이어가 맨하튼을 자유롭게 돌아 다니게 할 수 있는 샌드 박스 스타일의 비디오 게임으로 자유도가 높다.
프로토타입2는 군인 제임스 헬러(James Heller)가 인간들에게 실망을 한 알렉스 머서(1편 주인공)가 바이러스를 퍼트려
아내는 죽고 딸은 행망불명에 머서에게 덤볐지만 머서에게 당해 바이러스에 감염, 그 다음 실험실을 탈출하고 알렉스 머서가
찾아와 바이러스는 자기가 퍼뜨린 게 아니라 블랙워치(군인) 젠택(회사) 들이 퍼트렸다고 해해 머서와 힘을 합쳐 인간들과 싸우다가
머서가 찍힌 cctv를 보고 머서의 세력과 싸움(데이나, 개라등이도와줌). 마지막엔 자신의 딸과 데이나가 알렉스 머서에게 잡혀 헬기장에서 싸우다가 머서를 흡수, 그리고
도시에 있는 모든 바이러스를 소멸시키는 게임(역시 자유도가 높고 그래픽이 많이 개선됐음).
이 게임은 독창성과 매력적인 게임 플레이로 비평가들에게 칭찬 받았으며, 상업적인 성공을 거두었다. 또한 많은 비평가들은 도시 세계에서 권력을 키울 수있는 초능력의 주인공을 특징으로하는 Sucker Punch Productions에 의해 프로토 타입보다 한 달 전에 공개된 또 다른 액션 모험 게임인 Infamous와 비교하였다.

## 평가
| 평론 점수 평론사 점수 PC PS3 엑스박스 360 디스트럭토이드 N/A N/A 7.5/10 [ 1 ] 유로게이머 N/A N/A 7/10 [ 2 ] 게임 인포머 N/A 7.25/10 [ 3 ] 7.25/10 [ 3 ] 게임 레볼루션 N/A C+ [ 4 ] C+ [ 4 ] 게임프로 N/A [ 5 ] [ 5 ] 게임스팟 8.5/10 [ 6 ] 8.5/10 [ 6 ] 8.5/10 [ 7 ] 게임스파이 [ 8 ] [ 9 ] [ 9 ] 게임트레일러스 N/A N/A 8.6/10 [ 10 ] 게임존 9/10 [ 11 ] 9.4/10 [ 12 ] 7.8/10 [ 13 ] [ 14 ] 자이언트 밤 N/A [ 15 ] [ 15 ] IGN 7.5/10 [ 16 ] (AU) 8.5/10 [ 17 ] (US) 7.5/10 [ 16 ] (AU) 8.5/10 [ 17 ] (US) 7.5/10 [ 16 ] OXM (US) N/A N/A 8.5/10 [ 18 ] PC 게이머 (UK) 86% [ 19 ] N/A N/A PSM N/A [ 20 ] N/A The A.V. Club N/A N/A A− [ 21 ] The Daily Telegraph N/A N/A 8/10 [ 22 ] 통합 점수 메타크리틱 79/100 [ 23 ] 79/100 [ 24 ] 78/100 [ 25 ] |        |                         |                         |
| 평론 점수 |        |                         |                         |
| 평론사 | 점수   | 점수                    | 점수                    |
| 평론사 | PC     | PS3                     | 엑스박스 360            |
| 디스트럭토이드 | N/A    | N/A                     | 7.5/10                  |
| 유로게이머 | N/A    | N/A                     | 7/10                    |
| 게임 인포머 | N/A    | 7.25/10                 | 7.25/10                 |
| 게임 레볼루션 | N/A    | C+                      | C+                      |
| 게임프로 | N/A    | [ 5 ]                   | [ 5 ]                   |
| 게임스팟 | 8.5/10 | 8.5/10                  | 8.5/10                  |
| 게임스파이 | [ 8 ]  | [ 9 ]                   | [ 9 ]                   |
| 게임트레일러스 | N/A    | N/A                     | 8.6/10                  |
| 게임존 | 9/10   | 9.4/10                  | 7.8/10                  |
| 자이언트 밤 | N/A    | [ 15 ]                  | [ 15 ]                  |
| IGN | 7.5/10 | (AU) 8.5/10 (US) 7.5/10 | (AU) 8.5/10 (US) 7.5/10 |
| OXM (US) | N/A    | N/A                     | 8.5/10                  |
| PC 게이머 (UK) | 86%    | N/A                     | N/A                     |
| PSM | N/A    | [ 20 ]                  | N/A                     |
| The A.V. Club | N/A    | N/A                     | A−                      |
| The Daily Telegraph | N/A    | N/A                     | 8/10                    |
| 통합 점수 |        |                         |                         |
| 메타크리틱 | 79/100 | 79/100                  | 78/100                  |